# 버추어캅
《버추어캅》(영어: Virtua Cop)은 1994년 세가가 아케이드용으로 개발하고 배급한 라이트 건 슈팅 게임이다. 세가 모델 2 시스템으로 개발되었고, 1995년 세가 새턴과 1996년 버추어 스쿼드라는 이름으로 윈도우로 이식되었다. 새턴 버전은 버추어 건과 새턴 마우스를 모두 지원했으며, 무작위로 생성되는 슈팅 갤러리로 구성된 새로운 "트레이닝 모드"를 포함했다.
버추어 캅은 텍스처 매핑이 적용된 실시간 3D 폴리곤 그래픽스를 사용한 것으로 유명하며, 세가는 이 게임을 "세계 최초의 텍스처 매핑 폴리곤 액션 게임"으로 광고했다. 게임의 실시간성을 강조하며, 적들은 총을 맞은 위치에 따라 다르게 반응한다. 이 게임은 플레이어가 유리를 뚫고 총을 쏠 수 있는 최초의 게임 중 하나였다. 그 이름은 이전에 버추어 레이싱과 버추어 파이터에서 사용되었고, 나중에 버추어 스트라이커에서도 사용된 3D 그래픽 스타일에서 유래했다.
이전에는 사실적인 디지털화된 스프라이트 (가장 주목할 만한 것은 리썰 인포서스)를 사용했던 장르에 3D 폴리곤을 도입한 것에 대한 초기 회의론에도 불구하고, 버추어 캅은 상업적인 성공을 거두었으며 3D 그래픽, 카메라 시스템, 사실적인 애니메이션, 그리고 사실적인 결과를 가진 특정 신체 부위를 조준할 수 있는 능력으로 장르를 향상시켰다는 비평적 찬사를 받았다. 이 게임은 이후의 슈팅 게임에 영향을 미쳤으며, 타임 크라이시스 (1995)와 하우스 오브 더 데드 (1996)와 같은 이후의 라이트 건 슈팅 게임에서 이전에 장르에서 사용되었던 디지털화된 스프라이트 대신 3D 폴리곤이 채택되었고, 1인칭 슈팅 게임인 007 골든아이 (1997)에도 영감을 주었다.
버추어 캅은 버추어 캅 2와 버추어 캅 3로 이어졌다. 이 게임은 나중에 플레이스테이션 2로 일본과 유럽에서 2002년 8월 25일과 11월 29일에 각각 버추어 캅: 엘리트 에디션 (일본에서는 버추어 캅 리버스)으로 버추어 캅 2와 함께 번들로 출시되었다. 이 번들에는 갤러리 특전과 남코의 G-Con 2 라이트 건 지원이 포함되었다. 2004년에는 휴대용 노키아 N-게이지용 포트가 개발되었지만, 출시 전에 품질 관리 팀에 의해 취소되었다. N-게이지 버전의 베타 유닛은 극소수만 제조되었다.

## 게임플레이
플레이어는 경찰관인 마이클 하디 또는 그의 파트너인 제임스 쿨스 중 한 명의 역할을 맡는다. 1인칭 시점으로 진행되며, 플레이어는 라이트 건 (세가 새턴 버전에서는 조이패드)을 사용하여 범죄자를 쏘고 게임을 진행해야 한다. 플레이어는 재장전 가능한 6발의 총알과 정해진 수의 생명으로 게임을 시작한다. 적의 공격을 받으면 플레이어는 생명을 잃지만, 파워업을 쏘면 특수 무기나 추가 생명을 얻을 수 있다. 또한, 플레이어는 스테이지 동안 민간인을 해치지 않아야 한다. 만약 플레이어가 민간인을 맞추면 생명을 잃는다. 특수 무기는 플레이어가 피해를 입으면 잃지만, 민간인을 쏘면 잃지 않는다. 플레이어는 "정의의 사격" (손을 쏴서 적을 죽이지 않고 무장 해제)과 "명중" (과녁의 중심을 쏘는 것)으로 추가 점수를 얻을 수 있다.

## 줄거리
플레이어 부서의 한 형사가 불법 총기 밀매 조직을 발견하고 이를 강력한 범죄 조직인 E.V.I.L. Inc.로 추적한다. 그는 많은 증거를 모으고 그들을 체포할 준비를 하지만, 발각되어 암살당한다. 증거 중 일부는 본부로 다시 전달되고 특수 태스크 포스가 사건에 투입된다. 경찰관 마이클 "레이지" 하디와 제임스 "스마티" 쿨스는 조 팽과 그의 추종자 콩, 더 킹, 그리고 더 보스가 이끄는 조직에 맞서야 한다.

## 개발
카츠노리 이타이와 아키히토 히로요시가 버추어 캅의 주요 개발자였으며, 스즈키 유가 감독을 맡았다. 이 게임의 조준선과 확대 카메라는 포카 킬리만자로 커피 광고에서 영감을 받았다. 세가 랠리 챔피언십에서 내비게이터의 목소리를 맡았던 케네스 이브라힘이 민간인의 목소리를 연기했다.
세가 AM2의 한 부서가 1995년 4월에 새턴 버전 작업을 시작했다. 버추어 파이터 2의 새턴 버전과 함께, 이 게임은 세가 그래픽 라이브러리 운영 체제를 사용하는 최초의 게임 중 하나였다. 새턴 포트 디렉터 이소노 타카시는 "우리는 아케이드의 품질을 유지하려고 노력한다. 만약 세 명이 개선에 동의한다면, 우리는 그래픽을 수정하려고 노력한다"고 말했다. 새턴 버전에는 마이클과 제임스가 부두에서 콩과 대면하기 전에 운전하는 풀 모션 비디오 시퀀스가 포함되어 있다. 디자이너 오하시 카즈후미는 원래 콩이 가운뎃손가락을 올리는 것을 애니메이션화했지만, 이소노가 이를 거부했고, 오하시는 대신 훈련 모드 작업을 하게 되었다.
6월에 팀은 도쿄 장난감 쇼에서 새턴 버전의 첫 번째 레벨 플레이어블 데모를 선보였다. 그들은 그 후에 세 번째 레벨 작업을 시작했는데, 사무실 건물 벽과 천장의 넓은 폴리곤 영역 때문에 변환하기 가장 어려웠기 때문이다.

## 다른 게임에서
- 세가 슈퍼스타즈 테니스에는 버추어 캅을 기반으로 한 버추어 스쿼드라는 미니게임이 있다.
- 기본 총인 가디언은 고스트 스쿼드에서 사용할 수 있지만, IC 카드 또는 에볼루션 버전을 플레이해야만 얻을 수 있다.
- 타이거 일렉트로닉스는 R-존용 버추어 캅 버전을 만들었다.

## 평가

### 아케이드
일본에서 게임 머신은 1994년 11월 1일자 발행호에서 이 게임을 그 달에 두 번째로 성공적인 업라이트/칵핏 아케이드 캐비넷으로 등재했다. 북아메리카에서 리플레이는 1995년 4월에 버추어 캅이 다섯 번째로 인기 있는 아케이드 게임이라고 보도했다. 이 게임은 1995년 비디오 게임에서 일본에서 가장 높은 수익을 올린 전용 아케이드 게임이 되었고, 1995년 미국에서 가장 많이 팔린 아케이드 비디오 게임 10위 안에 들었다.
이 아케이드 게임은 비평가들로부터 대체로 긍정적인 평가를 받았다. 일렉트로닉 게이밍 먼슬리의 팀 데이비스는 폴리곤 그래픽, "온 사방을 누비는" 확대 카메라, 적을 "정확히 찾아내는 자동 조준", 그리고 무기 파워업을 칭찬하며 긍정적인 평가를 내렸다. 컴퓨터 앤 비디오 게임 또한 이 게임을 "고급스러운 타이틀"이라고 칭하며, 3D 그래픽, "훌륭한" 애니메이션, 무기 파워업, 그리고 싱글 플레이어 및 멀티 플레이어 모드에서의 게임 플레이를 칭찬하며 긍정적인 평가를 내렸다. 게임스 월드 잡지는 이 게임을 "매우 재미있는" 게임이라고 칭하며, 슈팅 게임 오퍼레이션 울프 (1987) 및 리썰 인포서스 (1992)와 영화 저수지의 개들 (1992)과 비교하여 호평했으며, 데이브 페리는 버추어 파이터와 같은 3D 목표물이 이 게임을 "더 도전적이고 만족스러운" 슈팅 게임으로 만들었다고 말했다.
이전에는 현실적인 디지털화된 스프라이트를 사용했던 장르에 3D 폴리곤을 도입한 것에 대해 처음에는 회의적인 시선이 있었는데, 특히 코나미의 리썰 인포서스가 그랬다. 넥스트 제너레이션은 1994년에 버추어 캅에 대해 처음에는 엇갈린 평가를 내렸는데, 세가가 "필요 없는 게임에 새로운 기술을 무모하게 적용하고 있다"고 말했지만, "만약 플레이어에게 매핑된 환경을 자유롭게 탐험할 기회가 주어졌다면, 이 게임은 승자가 되었을 것이다. 하지만 현재로서는 버추어 캅은 새로운 트릭을 가진 낡은 게임일 뿐이다"라고 평가했다. 넥스트 제너레이션은 나중에 그들의 견해를 수정하여, 3D 기술을 사용하여 특정 신체 부위를 현실적인 결과로 조준할 수 있는 능력을 도입한 것을 칭찬했으며, 이는 "다른 라이트 건 게임의 맞고 안 맞고 극성을 완전히 없애고 장르에 완전히 새로운 수준의 디테일을 추가한다"고 말했다.
1996년, 넥스트 제너레이션은 버추어 캅 시리즈(당시에는 버추어 캅과 버추어 캅 2의 아케이드 버전만 포함)를 "역대 최고의 게임 100선"에서 82위에 올렸으며, 적들이 다른 부위에 맞았을 때 다른 반응을 보이는 것으로 인해 생기는 기술과 현실감을 칭찬했다.

### 새턴
새턴 버전 출시 후, 이 게임은 일본에서 첫 주에 30만 장 이상 판매되었다. 1995년 말까지 일본 판매량은 455,396장에 달했으며, 총 482,362장이 판매되었다. 미국에서는 1996년 12월까지 50만 장 이상이 번들로 판매되어, 일본과 미국에서 총 982,362장 이상이 판매되었다.
새턴 버전은 비평가들로부터 긍정적인 평가를 받았다. 넥스트 제너레이션은 포팅의 완벽한 정확성을 칭찬하며 긍정적인 평가를 내렸지만, 같은 달에 새턴의 다른 두 아케이드 포팅(버추어 파이터 2와 세가 랠리 챔피언십)에 부여했던 별 다섯 개를 모두 주지는 않았다. 그들은 이 게임이 아케이드 게임으로는 충분히 길지만, 가정용 콘솔 출시작으로는 너무 짧다고 보았기 때문이다. 게임 인포머의 라이너, 앤디, 폴은 새턴 버전에 10점 만점에 각각 8.5, 8.25, 7.5점을 주며, 이 게임을 장르 최고 중 하나로 칭찬했지만, 콘솔 출시작으로서는 수명이 짧다는 점을 지적했다.
세가 새턴 매거진의 래드 오토매틱은 새턴 버전에 대해 "생각보다 깊이가 있지만, 여전히 맹목적으로 광란적인 플레이를 할 수 있을 만큼 충분히 단순하다"고 말했다. 그는 두 가지 커서 이동 속도를 가진 조이패드 컨트롤의 효과, 두 개의 버추어 건으로 플레이할 때의 실제 아케이드 느낌, 그리고 다른 라이트 건 게임에 비해 사실감을 칭찬했다. "수천 명의 적이 정확히 똑같은 통 뒤에서 나타나는 것을 볼 수 없다... 사실, 적들은 훨씬 더 흥미로운 방식으로 화면에 나타나므로, 통 뒤에서 적들이 나타나는 것을 그렇게 많이 볼 수 없을 것이다."
일렉트로닉 게이밍 먼슬리의 네 명의 평론가 모두 아케이드 게임의 완벽한 이식이라고 칭찬했지만, 절반은 게임 자체가 너무 짧고 오래 즐길 매력이 없다고 지적했다. 게임프로의 스캐리 래리는 사실적이고 스타일리시한 그래픽과 버추어 건 액션을 칭찬했다. EGM의 평론가들과 비슷하게, 그는 이 게임이 거의 완벽한 아케이드 이식작이지만 너무 짧고 재플레이 가치가 전혀 없다고 언급했지만, 그럼에도 불구하고 전반적인 추천을 했다. 맥시멈은 재플레이 가치가 없음에도 불구하고 이 게임이 계속해서 플레이할 만큼 충분히 매력적이라고 주장했다. 그들은 또한 새턴 버전이 아케이드 원작과 거의 동일하며, 이 게임의 단순함과 단순성이 특히 즐겁게 만든다고 언급했다.
게임 플레이어스는 새턴 버전의 버추어 캅에 1995년 "최고의 슈팅 게임" 상을 수여하며, "오락을 넘어선 치료적인 게임"이라고 불렀다. 1996년, 게임즈마스터는 새턴 버전을 "게임즈마스터 새턴 TOP 10"에서 4위로 평가했다.

### PC
게임스팟의 팀 수트는 PC 버전이 새턴 버전보다 더 끊기고 라이트 건 없이는 덜 강렬하지만, 마우스 컨트롤이 놀랍도록 부드럽고 아케이드 및 새턴 버전의 재미를 충분히 유지하여 게임 초보자에게도 매력적이라고 말했다. 넥스트 제너레이션도 비슷한 비판을 제기했다: "대부분의 PC에서는 아케이드나 새턴보다 눈에 띄게 느리고, 가장 고급 펜티엄에서만 제 속도로 실행된다. 더 나쁜 것은, 라이트 건 없이 마우스만으로 플레이하면 게임의 주요 매력 중 상당 부분을 잃는다..." 그들은 게임이 PC에 어울리지 않는다고 결론 내렸다.

## 유산
버추어 캅은 라이트 건 슈팅 게임과 1인칭 슈팅 게임 모두에 큰 영향을 미쳤다. 1994년 출시 당시, 이 게임은 슈팅 장르에 3D 폴리곤의 사용을 도입하여 새로운 지평을 열었다. 버추어 캅의 영향을 받은 인기 있는 라이트 건 레일 슈팅 게임으로는 타임 크라이시스 시리즈, 더 하우스 오브 더 데드 시리즈, 다양한 바이오하자드 스핀오프, 그리고 데드 스페이스: 익스트랙션 등이 있다.
버추어 캅은 또한 중요한 1인칭 슈팅 게임인 007 골든아이에 주요한 영향을 미쳤는데, 이 게임은 원래 버추어 캅과 유사한 온레일 라이트 건 슈팅 게임으로 구상되었다가 오프레일 1인칭 슈팅 게임으로 바뀌었다. 제작자 마틴 홀리스에 따르면: "우리는 결국 혁신적인 게임플레이를 만들어냈다. 부분적으로는 FPS에 버추어 캅의 특징, 즉 7발만 장전되는 총과 재장전 버튼, 위치에 따라 달라지는 다양한 피격 애니메이션, 죽여서는 안 되는 무고한 사람들, 그리고 조준 모드를 넣었기 때문이다. 골든아이에서 R을 누르면 게임은 기본적으로 버추어 캅 모드로 전환된다. 아마도 더 중요한 것은 버추어 캅의 선례를 따라 게임이 액션으로 가득했다는 점이다. 할 일이 많았고, 거의 멈춤이 없었다."